# Falsification de préférences
La falsification des préférences est l'acte de déformer une préférence sous la pression perçue venue du public. Cela implique la sélection d'une préférence exprimée publiquement qui diffère de la préférence privée intérieure de l'individu (ou simplement, une préférence publique en contradiction avec sa préférence privée). Les individus se communiquent fréquemment des préférences qui diffèrent de ceux, par exemple, qu'ils voudraient communiquer en privé sous la promesse crédible de l'anonymat. Dans le cas spécifique des sondages d'opinion, les sondeurs peuvent utiliser des techniques telles que les « expériences de liste » pour révéler la falsification des préférences. 

## Origines et formulation
Le terme falsification des préférences a été utilisé pour la première fois par le politologue turco-américain Timur Kuran dans un article de 1987 nommé Chameleon Voters and Public Choice. Sur les questions controversées qui induisent la falsification des préférences, il y a montré que des politiques largement détestées peuvent sembler populaires. La distribution des préférences publiques, que Kuran définit comme l'opinion publique, peut différer énormément de l'opinion privée, qui est la distribution des préférences privées connues uniquement des individus eux-mêmes.
Kuran développa les implications de cette observation dans un livre de 1995, Private Truths, Public Lies: The Social Consequences of Preference Falsification,. L'argumentation présente dans ce livre maintient que la falsification des préférences n'est pas seulement presque omniprésente, mais a d'énormes conséquences sociales et politiques. Kuran, dans cette partie de son ouvrage académique, fournit une théorie sur la manière dont la falsification des préférences façonne les décisions collectives, peut soutenir la stabilité sociale, déforme les connaissances humaines, et dissimule les possibilités politiques.

## Forme spécifique de mensonge
La falsification de préférences vise spécifiquement à façonner les perceptions que les autres ont des motivations de l'agent qui la performe. Ainsi, on doit souligner que toutes les formes de mensonge n'impliquent pas forcement la falsification des préférences. Cacher de mauvaises nouvelles médicales à une personne en phase terminale d'une maladie, par exemple, est un mensonge charitable. Mais ce n'est pas une falsification des préférences, car la motivation n'est pas, premièrement, de dissimuler un souhait ou une préférence privée.
La falsification de préférences, également, n'est pas synonyme d'autocensure, qui est simplement la rétention d'informations. Alors que l'autocensure est un acte passif et d'omission, la falsification des préférences est dotée d'un qualité éminemment performative. Cela implique des actions destinées à projeter une préférence artificielle.
Un autre exemple à considérer est le vote stratégique. Il se produit lorsque, dans l'intimité d'un isoloir, on vote pour le candidat B parce que A, son favori, ne peut pas gagner. Cela implique la manipulation des préférences mais pas la falsification de préférences, qui est une réponse aux pressions sociales et pas une simple accommodation de la rationalité stratégique de l'individu. Dans un isoloir privé, il n'y a aucune pression sociale à accommoder et aucune réaction sociale à contrôler.

## Opinion privée et opinion publique
Le terme opinion publique est fréquemment utilisé dans deux sens. Le premier est la répartition des véritables préférences des gens, souvent mesurées, par exemple, par des enquêtes qui assurent l'anonymat aux répondants. La deuxième signification de ce terme est la distribution des préférences que les gens véhiculent et propagent dans les lieux publics, qui est mesurée par des techniques d'enquête qui permettent d'apparier les réponses avec des répondants spécifiques. Kuran, dans sa formulation théorique, distingue ces deux sens par souci de clarté analytique, ne réservant l'expression « opinion publique » qu'au deuxième sens. Il utilise le terme d'« opinion privée » pour décrire, plus strictement, la répartition des préférences privées d'une société, connues uniquement des individus eux-mêmes.
Sur les questions socialement controversées, en effet, la falsification des préférences est une constante presque omniprésente et, d'ordinaire, l'opinion publique diffère de l'opinion privée.

## Connaissance privée vs connaissance publique
Les préférences privées sur un ensemble d'options reposent sur la base de la connaissance privée, qui consiste en les compréhensions que les individus portent dans leur propre esprit, sans nécessairement les exprimer. Une personne qui, en privé, est favorable à la réforme du système éducatif le fait en croyant, par exemple, que les écoles n'éduquent pas bien les élèves et qu'un nouveau programme les servirait mieux dans l'objectif de leur apprentissage. Mais cette personne n'a pas besoin de transmettre aux autres sa sympathie envers un nouveau programme éducationnel. Pour éviter de s'aliéner des groupes politiques puissants, elle pourrait prétendre considérer le programme scolaire en vigueur comme optimal et rejeter publiquement des revendications réformistes du système scolaire. Autrement dit, sa connaissance publique pourrait être une version déformée, sinon complètement fabriquée, de ce qu'elle perçoit et comprend réellement intérieurement.
Donc, on y voit que la falsification de connaissance conduit à ce que les connaissances publiques diffèrent des connaissances privées.

## Trois affirmations principales de la théorie de Kuran
Private Truths, Public Lies identifie trois conséquences sociales fondamentales de ce phénomène de la falsification de préférences. Ils sont la distorsion des décisions sociales, distorsion des connaissances privées et discontinuités sociales imprévues.

### Distorsion des décisions sociales
Parmi les conséquences sociales de la falsification des préférences on peut considérer la distorsion des décisions sociales. En déformant l'opinion publique, elle corrompt les choix politiques collectifs d'une société. Une manifestation de cette déformation est l'apparition et formation d'un conservatisme collectif, que Kuran définit comme le maintien de politiques qui seraient rejetées lors d'un vote à bulletin secret et le rejet implicite de politiques alternatives qui, si elles étaient soumises au vote par le public, bénéficieraient d'un soutien stable de la collectivité.
À titre d'illustration, on peut faire l'exercice de supposer qu'une minorité vocale au sein de cette société se mette à faire honte aux partisans d'une certaine réforme. Simplement pour protéger leur réputation personnelle, les personnes favorables à la réforme en privé pourraient commencer à faire semblant d'être satisfaites du statu quo, en rejetant publiquement leurs aspirations réformistes. En falsifiant leurs préférences, ils feraient en sorte que la part perçue des opposants à la réforme peut décourager les autres sympathisants de la réforme de faire connaître leurs propres aspirations de voir le changement engendré par la réforme. Avec suffisamment de sympathisants réformistes optant pour le confort, par la falsification des préférences, une majorité claire favorable en privé à la réforme pourrait coexister avec une majorité également claire s'opposant publiquement à exactement la même réforme. Autrement dit, l'opinion privée pourrait soutenir les aspirations de réforme même si l'opinion publique s'y oppose.
Les formes démocratiques de gouvernement ont un mécanisme intégré pour corriger les distorsions de l'opinion publique : des élections périodiques conduites par le vote secret. Sur les questions où la falsification des préférences est endémique et propagée, les élections permettent à des majorités cachées de se faire entendre et d'exercer une influence par des urnes électorales. La confidentialité garantie par le vote secret permet aux électeurs de voter conformément à leurs préférences personnelles. Au fur et à mesure que l'opinion privée se révèle à travers les urnes, les falsificateurs de préférences peuvent découvrir, pour leur plus grand plaisir, qu'ils forment une majorité antérieurement cachée. Ils peuvent en déduire qu'ils n'ont pas grand-chose à craindre de dire honnêtement ce qu'ils veulent. C'est ce que l'on attend du vote à bulletin secret.
Cependant, la réalité est que les élections au vote secret remplissent imparfaitement leur fonction corrective. D'une part, sur les questions qui induisent une falsification généralisée des préférences, les élections peuvent offrir des choix trop limités. Un exemple est quand tous les candidats sérieux adoptent souvent la même position, en partie pour éviter d'être soumis à la réprobation publique et en partie pour se positionner de manière optimale dans les espaces politiques afin de maximiser leur attrait auprès de l'électorat. D'autre part, lors d'élections périodiques, les citoyens d'une démocratie votent pour des représentants ou des partis politiques qui défendent des programmes et plateformes politiques entières. Ils ne votent pas directement sur chaque politiques dans les programmes des candidats. Conséquemment, les messages qu'un électorat démocratique transmet par la voie du vote secret sont nécessairement sujets à interprétation. Un parti opposé à une réforme particulière peut gagner en raison de ses positions sur d'autres questions exprimées dans son programme électoral. Pourtant, son vote peut être interprété comme un rejet de la réforme.
Néanmoins, le vote secret périodique limite, même si de façon imparfaite, les méfaits de la falsification des préférences. Il empêche l'opinion publique de s'éloigner trop de l'opinion privée sur des questions essentielles pour les citoyens. Par contre, dans les régimes politiques non démocratiques et autoritaires, il n'y a aucun mécanisme juridique pour découvrir les sentiments cachés. Par conséquent, les distorsions graves de l'opinion publique ne peuvent être corrigées que par des moyens extra-légaux, tels que des émeutes, un coup d'État, ou une révolution.

### Distorsion de la connaissance privée
Les préférences personnelles peuvent changer au moyen de l'apprentissage. Un individu apprend de ses expériences personnelles et, en suivant cela, il est équipé des moyens pour penser de manière autonome et critique. Toutefois, parce que les pouvoirs cognitifs sont limités, il ne peut réfléchir de manière exhaustive qu'à une petite fraction des questions sur lesquelles il décide ou est obligé d'exprimer une préférence. Même s'il veut penser de manière indépendante sur chaque question présente dans sa vie, sa connaissance privée repose inévitablement en partie sur la connaissance publique qui entre dans le discours public - la collection des suppositions, des observations, des affirmations, des arguments, des théories et des opinions dans le domaine public. Par exemple, les préférences privées de la plupart des gens concernant le commerce international sont basées, à un degré ou à un autre, sur les communications publiques des autres, que ce soit celles des publications de la presse, de la télévision, des médias et réseaux sociaux, de rassemblements d'amis ou d'un autre média.
La falsification des préférences façonne ou change les connaissances privées en déformant la substance du discours public. La raison en est que, pour dissimuler avec succès ses préférences privées, un individu doit contrôler les impressions qu'il transmet aux autres dans la sphère publique. Un contrôle efficace nécessite une gestion attentive du langage corporel, ainsi que de l'expression, mais également des savoirs qu'il propage publiquement. Autrement dit, la falsification crédible des préférences a pour nécessité également de s'engager dans une falsification de connaissances adaptée de manière appropriée. Par exemple, pour convaincre un auditoire qu'il favorise les quotas commerciaux, des faits, des recherches, et des arguments en faveur de ces quotas doivent accompagner notre préférence publique en faveur des quotas.
La falsification des connaissances corrompt et appauvrit le savoir dans le domaine public, selon Kuran. Elle expose les autres à des faits que les falsificateurs de connaissance savent être faux. Elle renforce, de cette façon, la crédibilité des mensonges. Et elle dissimule des informations que le falsificateur de connaissances considère comme vraies.
La falsification de préférences est donc une source évitable de perceptions équivoques, même d'ignorance, sur l'éventail des options politiques et sur leurs mérites relatifs. Cet effet généralement néfaste et puissant de la falsification de préférence s'exerce en grande partie à travers la falsification de connaissances qui l'accompagne. Les inconvénients d'une politique ou d'un régime particulier ont pu être largement appréciés dans le passé. Cependant, dans la mesure où le discours public exclut la critique des options publiquement en vogue, les objections auront la tendance à être reléguées à l'oubli. Parmi les mécanismes produisant de telles amnésies collectives figure le remplacement de la population par les naissances et les décès. Les nouvelles générations sont exposées non pas aux connaissances non filtrées dans la tête de leurs aînés, qui les répriment, mais seulement aux connaissances reconstruites que leurs aînés trouvent acceptables à leur transmettre. On peut supposer, par exemple, qu'une génération vieillissante n'ait pas aimé une institution particulière mais se soit abstenue de la contester. Si la génération plus jeune n'a pas d'expériences négatives avec cette institution, il la préservera non seulement pour éviter les sanctions sociales mais aussi, principalement, parce que l'appauvrissement du discours public l'a aveuglé sur les failles de cette institution sous-optimale et a limité ses capacités à imaginer des alternatives. La préférence et la falsification des connaissances de leurs parents les auront laissés intellectuellement en situation de déficience pour contester et proposer des alternatives à cette institution pourtant antérieurement mal vue.
À long terme, la falsification des préférences entraîne donc une étroitesse et aussi une ossification intellectuelle. Au degré où elle laisse les gens incapables de critiquer les structures sociales héritées et transmises, la falsification actuelle des préférences cesse d'être une source de stabilité politique. Les gens soutiennent, dans le temps présent, sincèrement le statu quo, car la falsification des préférences passées a supprimé leur tendance à vouloir quelque chose de différent.
La possibilité d'une telle incapacité intellectuelle socialement induite est plus élevée dans des contextes où les connaissances privées sont largement obtenues du discours public. Il est faible, mais non nul, sur les sujets où la principale source de connaissances privées est l'expérience personnelle de l'individu. Il y a aussi deux autres facteurs qui influencent le niveau d'ignorance généré par la falsification des préférences. Les individus sont plus susceptibles de perdre le contact avec les alternatives au statu quo si l'opinion publique atteint un équilibre dépourvu de dissidence que si certains dissidents, en résistant aux pressions du statu quo, continuent de faire connaître les avantages du changement. De la même manière, l'ignorance généralisée est plus probable dans une société fermée et répressive que dans une société ouverte aux influences extérieures.

### Génération de surprises politiques et sociales
Si le discours public était le seul déterminant du savoir privé, un consensus public, une fois mis en place, serait immuable. En fait, la connaissance privée a aussi d'autres déterminants, et des changements dans ceux-ci peuvent faire se désintégrer un consensus public. Mais cette désintégration ne doit pas nécessairement se produire en parallèle avec une opposition privée croissante au statu quo. Après une période de temps, son effet peut être simplement d'accentuer la falsification de préférences (pour la logique de cette argumentation, voir aussi les travaux de Mark Granovetter, Thomas Schelling, Chien-Chun Yin et Jared Rubin). Les mécontentements endurés en silence peuvent inciter l'opinion privée à continuer d'aller en opposition du statu quo mais sans altérer l'opinion publique. Et donc, fréquemment de façon soudaine, l'opinion publique peut changer de manière explosive en réponse à un événement d'importance intrinsèque mineure pour les incitations politiques personnelles. Pour résumer la logique de Kuran, il faut tenir compte des incitations et des désincitations à exprimer une préférence susceptible d'attirer des réactions publiques défavorables.
Dans la théorie de base de Kuran, la falsification de préférences impose un coût au falsificateur sous la forme de ressentiment, de colère, et même d'humiliation pour avoir compromis son individualité et son expression authentique de soi-même. Et ce coût psychologique augmente avec l'ampleur et l'intensité de la falsification des préférences. En conséquence, un citoyen aura plus de mal à feindre l'approbation de la politique établie s'il favorise une réforme ample et massive que s'il favorise une réforme douce et restrictive. En choisissant une préférence publique par rapport au statu quo, l'individu doit également tenir compte des conséquences sur sa propre réputation de la préférence qu'il transmet extérieurement. Si les réformistes sont stigmatisés et mis à l'ostracisme, et les favorables au statu quo sont récompensés, uniquement du point de vue de la réputation, il trouverait plus avantageux d'apparaître comme un partisan du statu quo. Le gain en termes de réputation de chaque choix issue d'une préférence publique dépend des parts relatives de la société soutenant publiquement chaque option politique. C'est parce que la récompense et la punition de chaque groupe d'opinion sont faites par les membres de leurs rangs eux-mêmes. Ces groupes forment ainsi des groupes de pression. Toutes choses égales par ailleurs, plus le groupe de pression est grand, plus grande sera la pression qu'il exerce sur les membres de la société.
À moins que la politique établie ne coïncide avec l'idéal privé d'un individu, il confronte l'imposition d'un compromis entre les avantages internes de s'exprimer honnêtement et les avantages externes d'être connu comme un des favorables au statu quo. Pour toute sorte de question, selon Kuran, les individus peuvent apporter des différents désirs, des différents besoins d'approbation sociale et  des différents besoins de s'exprimer de façon cohérente avec ses préférences privées. Ces possibilités impliquent que les gens peuvent différer, énormément, dans leurs réponses aux pressions sociales. Parmi deux individus réformateurs, l'un peut résister aux pressions sociales et exprimer sa préférence avec sincérité tandis que l'autre choisit de s'adapter aux pressions en performant la falsification des préférences. Une autre implication est que les individus peuvent avoir différents niveaux de tolérance d'incitations sociales pour leur faire abandonner une préférence publique pour une autre. Ces points de basculement (on peut aussi dire de tolérance) définissent les seuils politiques des individus. Les seuils politiques peuvent varier d'une personne à l'autre pour les raisons indiquées ci-dessus.
Dans le cas où l'opinion privée et l'opinion publique sont très éloignées, un choc d'un certain type peut faire qu'un nombre critique d'individus mécontents atteignent leurs seuils pour s'exprimer honnêtement afin de déclencher une cascade de préférence publique (également connu sous le nom de train en marche de préférence publique, ou, lorsque la forme de préférence est claire à partir du contexte, une cascade de préférences). Jusqu'à l'atteinte de la masse critique, les changements dans les dispositions individuelles sont invisibles pour la collectivité, même les uns pour les autres. Une fois qu'elle est atteinte, les changements dans les préférences publiques poussent les personnes avec des seuils un peu plus élevés que ceux des personnes au sein de la masse critique à ajouter leurs propres voix à la masse des partisans de la réforme. Et le soutien à la réforme continue alors de se nourrir de la pression croissante en faveur de la réforme et, par conséquent, de la pression décroissante en faveur du statu quo. Chaque nouvelle adhésion à la masse réformiste induit d'autres ajouts jusqu'à ce qu'une part beaucoup plus importante de la société soit favorable au changement. Cette cascade de préférences se termine lorsqu'il ne reste plus personne dont le seuil est suffisamment bas pour être basculé dans le camp réformiste par le changement antérieur d'un autre individu,.
Cette croissance explosive du soutien public à la réforme équivaut même à une révolution politique. Cette sorte de révolution n'aura pas été anticipée, car la falsification des préférences avait masqué des courants politiques circulant sous le paysage politique visible et publiquement aperçu. Malgré le manque de prévoyance, la révolution sera facilement expliquée avec le recul. Son émergence réduit, et même élimine, le risque personnel de rendre publique la falsification des préférences dans le passé. Ces occurrences de répression expressive exposent, dans le futur, la vulnérabilité de l'ordre social en vigueur dans la période prérévolutionnaire. Bien que beaucoup de ces histoires soient complètement vraies, d'autres seront exagérées, et d'autres encore seront complètement fabriquées. En effet, la révolution crée des incitations pour les personnes qui se trouvaient longtemps véritablement satisfaites du statu quo à feindre qu'au fond, elles étaient toujours des réformistes attendant un moment prudent pour s'exprimer,.
Un bon recul n'implique pas forcément une bonne prévoyance, insiste Kuran. Un individu qui tente de comprendre pourquoi il a été trompé dans le passé ne le protège pas de la surprise des futures discontinuités sociales. Dans tous les lieux et périodes où la falsification des préférences existe, une rupture sociale imprévue sera toujours possible.
Kuran a développé avec cette base théorique une argumentation en expliquant le phénomène de la « révolution imprévue » dans un article d'avril 1989 qui donnait la révolution française de 1789, la révolution russe de février 1917, et même la révolution iranienne de 1978—1979 comme exemples d'événements d'importance inestimable qui ont pris le monde par surprise. Lorsque le mur de Berlin tombe en novembre 1989, et que plusieurs régimes communistes d'Europe de l'Est tombent coup sur coup, il interprète la surprise de ces événements révolutionnaires sous le prisme de sa théorie de la falsification de préférences. Les deux articles prédisent que les surprises politiques révolutionnaires sont un fait inévitable et présent de la vie politique ; aucune quantité de modélisation et de recherche empirique ne fournira une prévisibilité complète tant que les préférences du public sont interdépendantes et que la falsification des préférences peut exister. Dans un article de 1995, Kuran affirma que sa prédiction d'imprévisibilité est elle-même falsifiable, dans le sens qu'elle admet être soumise à un test empirique pour se valider ou invalider clairement. Il a déclaré comme proposition : « L'omniprésence de la falsification des préférences rend inévitables des surprises révolutionnaires. » Cette proposition « peut être empiriquement invalidé », il écrit, « en construisant une théorie qui prédit avec précision les révolutions futures », soulignant par des exemples que les prédictions devraient préciser le moment.